# ميغان وليامز
ميغان وليامز (بالإنجليزية: Megan Williams)‏ هي مغنية وممثلة أسترالية، ولدت في 11 سبتمبر 1956 في لندن في المملكة المتحدة، وتوفيت في 17 أبريل 2000 في سيدني في أستراليا بسبب سرطان الثدي.

## أعمال

### مسلسلات
- العودة إلى عدن

## وصلات خارجية
- ميغان وليامز على موقع IMDb (الإنجليزية)
- ميغان وليامز على موقع ديسكوغز (الإنجليزية)
- ميغان وليامز على موقع قاعدة بيانات الفيلم (الإنجليزية)